# Stazione di Goch
La stazione di Goch è una stazione ferroviaria che serve la città tedesca di Goch.
In passato, era posta all'incrocio di due ferrovie internazionali dirette verso i Paesi Bassi: la Boxtel-Wesel ("Boxteler Bahn") e la Nimega-Colonia ("Linksniederrheinische Strecke"); oggi resta in esercizio solo la seconda delle due, limitatamente alla tratta tedesca da Kleve a Colonia, e ridotta a un'importanza locale.

## Storia
Il fabbricato viaggiatori originario, posto ad isola in mezzo alle due linee ferroviarie venne distrutto durante la seconda guerra mondiale; nel 1948 l'amministrazione cittadina chiese pertanto alla Deutsche Bundesbahn lo spostamento della stazione in un'area urbanisticamente più accessibile. Tale richiesta venne accettata dalla DB nel 1951.
Nel 1954 la direzione ferroviaria di Colonia presentò all'amministrazione cittadina un progetto per il nuovo fabbricato viaggiatori, che venne giudicato troppo modesto e inadeguato all'importanza della città; l'anno successivo l'architetto capo dell'ufficio tecnico cittadino, tale Höppfner, rielaborò il progetto della DB mantenendo invariate le piante ma ridisegnando le facciate in stile più moderno. Il progetto definitivo – anch'esso basato sulle piante elaborate dalla DB – venne infine completato dall'architetto Toni Hermann, libero professionista attivo in ambito locale.
Il nuovo fabbricato venne inaugurato il 31 luglio 1957 e fu molto apprezzato per le sue forme moderne; ad esso si ispirarono i progettisti dei nuovi fabbricati delle stazioni di Espelkamp (1958-60) e di Eitorf (1959-61).

## Strutture e impianti
Il fabbricato viaggiatori, costruito in forme moderne, si caratterizza per il contrasto fra i due corpi di fabbrica laterali, lineari e squadrati, che ospitano rispettivamente gli spazi di servizio e il caffè ristoratore, e l'atrio centrale, vetrato e di maggiore altezza, di linee oblique.

## Movimento
La stazione è servita dalla linea RegioExpress RE 10 (Kleve-Düsseldorf Hbf).

## Interscambi
- Fermata autobus[5]
- Parcheggio taxi[5]

## Riproduzioni modellistiche
Nel 1966 il fabbricato viaggiatori della stazione di Goch fu riprodotto dalla ditta Faller in scala H0; la produzione dell'articolo cessò nel 1983, venendo tuttavia riproposta nella linea "Faller Klassiker" dal 2016.
La stazione venne riprodotta dalla stessa Faller anche nelle scale N e Z.